# Róża Chen Aijie
Św. Róża Chen Aijie (chiń. 陳愛婕洛莎; pinyin Chén Àijié Luòshā) (ur. 1878 w Feng, Jizhou, Hebei w Chinach, zm. 5 lipca 1900 w Cao, Ningjing, Hebei) – święta Kościoła katolickiego, męczennica.
Róża Chen Aijie urodziła się we wsi Feng, w powiecie powiat Qi (prowincja Hebei).
Podczas powstania bokserów w Chinach doszło do prześladowań chrześcijan. 5 lipca 1900 r. grupa dziesięciu krewnych i przyjaciół rodziny Chen wynajęła wóz, żeby uciec do sąsiedniego miasta. Zostali jednak schwytani w drodze przez powstańców, którzy ścięli woźnicę oraz dwóch chłopców w wieku 12 i 17 lat, krewnych rodziny Chen, a także poranili ich matkę. Trzem innym osobom udał się uciec. Powstańcy chcieli zabrać Różę Chen Aijie i jej starszą siostrę Teresę Chen Jinjie ze sobą, ale one nie zgodziły się, uklękły na drodze i zaczęły się modlić. Siostra Chen została zakłuta nożem. Róża Chen Aijie oddała napastnikom wszystkie pieniądze, jakie były na wozie. Bokserzy zaproponowali jej, żeby wyrzekła się wiary, oferując w zamian darowanie życia, a wobec odmowy poranili ją. Gdy przybyła pomoc, była jeszcze przy życiu. Zabrano ją do najbliższej wsi, ale zmarła w drodze.
Dzień jej wspomnienia to 9 lipca (w grupie 120 męczenników chińskich).
Została beatyfikowana 17 kwietnia 1955 r. przez Piusa XII w grupie Leon Mangin i 55 Towarzyszy. Kanonizowana w grupie 120 męczenników chińskich 1 października 2000 r. przez Jana Pawła II.